# Sotirios Kyrgiakos
Sotirios Kyrgiakos (Trikala, 23. srpnja 1979.) je grčki bivši nogometaš. Zadnji klub mu je bio Sydney Olimpic FC iz Australije. Igrao je za Grčku od 2002. do 2010.